# Wanda Dobaczewska
Wanda Dobaczewska, właśc. Wanda Niedziałkowska-Dobaczewska (ur. 24 sierpnia 1892 w Twerze, zm. 23 listopada 1980 w Żninie) – pisarka polska, poetka, publicystka, autorka sztuk dla teatrów kukiełkowych oraz animatorka kultury.

## Życiorys i działalność
Urodziła się w Twerze, choć wiele źródeł podaje, że w Wilnie. Pochodziła ze znanej w Wilnie rodziny Niedziałkowskich (była córką Heleny z Czajczyńskich i Konrada Bolesława Niedziałkowskiego), której korzenie sięgają Berehu k. Krzemieńca, gdzie stał dom Niedziałkowskich. Utracili go w wyniku represji za udział w Powstaniu Styczniowym. W 1910 roku ukończyła gimnazjum żeńskie Prozorowej w Wilnie. Studiowała (1912–1914) na Wydziale Humanistycznym Uniwersytetu Jagiellońskiego. 30 kwietnia 1916 roku wyszła za mąż za Eugeniusza Dobaczewskiego, wojskowego, przyszłego lekarza okulistę i senatora, z którym mieli syna Tadeusza i córkę Hannę (zginęła w ZSRR w czasie II wojny światowej).
Debiutowała w roku 1920 tomem poetyckim Na chwałę słońca. Przed II wojną światową prowadziła intensywną działalność polityczną i kulturalną, pełniąc jednocześnie funkcję wiceprezesa Związku Zawodowym Literatów w Wilnie (tam też mieszkała do roku 1939). W tym okresie współpracowała z rozgłośnią wileńską Polskiego Radia oraz czasopismami ukazującymi się w Wilnie i Warszawie (m.in.: „Świat”, „Kurier Poranny” czy „Robotnik”).
Na początku II wojny światowej została aresztowana wraz z mężem przez władze litewskie, które uznały ich za niepożądanych obcokrajowców. Została przekazana gestapo i do końca wojny była więźniarką obozu koncentracyjnego w Ravensbrück (nr obozowy P 5068). Swoje przeżycia z pobytu w obozie zawarła w książce Kobiety z Ravensbrück (wydaną przez warszawskie Wydawnictwo „Czytelnik” w roku 1946). Po II wojnie światowej pracowała przez rok w warszawskiej Bibliotece Narodowej. Krótko potem (w roku 1947) przeniosła się do Torunia, gdzie współpracowała z tamtejszym Polskim Radiem. Przez kolejne 3 lata (1948–1951) była kierownikiem literackim teatru lalkowego „Baj Pomorski”. W tym okresie działała w Związku Literatów Polskich, pisała także recenzje do czasopism „Arkona” i „Pomorze”. W 1951 roku zamieszkała w Żninie i do końca życia napisała wiele powieści tematycznie związanych z Pałukami. Pisała książki dla młodzieży i słuchowiska radiowe. Była też autorką sztuk i adaptacji teatralnych dla dzieci.
Zmarła w wieku 88 lat (23 listopada 1980) i została pochowana na Cmentarzu w Żninie.

## Twórczość
Autorka m.in.:
- Na chwałę słońca (tomik poetycki, Poznań 1920), Wielkopolska Księgarnia Nakładowa
- Kamienica za Ostrą Bramą (powieść, Wilno 1928), Wydawnictwo „Pogoń”
- Miniatura i inne nowele (opowiadania, Wilno 1928), Wydawnictwo M. Latoura
- Nasza dola (Wilno 1932), Wydawnictwo L. Chomiński
- Zwycięstwo Józefa Żołądzia (Wilno: wyd. 1 – 1934 r., wyd. 2 – 1938 r.), Księgarnia Wydawnicza „J. Zawadzki”
- Kot w butach (adaptacja teatralna, Wilno 1936)
- Tam, gdzie się serca palą (Warszawa 1938), Wydawnictwo „Rój”
- Kobiety z Ravensbrück (wspomnienia, Warszawa 1946), Spółdzielnia Wydawnicza „Czytelnik”
- Święty Mikołaj w Toruniu (sztuka teatralna dla dzieci, Toruń 1947)
- Lis rudzielec (adaptacja teatralna, Toruń 1948)
- Zimowa bajka (adaptacja dla dzieci, Toruń 1948)
- Osiem lalek i jeden miś (sztuka teatralna dla dzieci, Poznań 1951)
- Bitwa na szachownicy (sztuka dla teatru lalek, wyróżniona w konkursie Ministerstwa Kultury i Sztuki, Warszawa 1951)
- Złota studzienka (baśnie ludowe, Warszawa 1959), Instytut Wydawniczy „Nasza Księgarnia”
- Konik polny i mrówka (sztuka dla teatru lalek, Kraków 1961 – brak wydawcy)
- Człowiek, którego nazywano diabłem (powieść historyczna o Mikołaju Nałęczu, Gdynia 1962), Wydawnictwo Morskie
- Korzenie (powieść, Gdynia 1964), Wydawnictwo Morskie
- Kim jest Rudzielec? (powieść dla młodzieży, Gdynia 1968), Wydawnictwo Morskie
- Nikt nie jest winien (powieść, Gdańsk 1970), Wydawnictwo Morskie
- Niedzisiejsi (Gdańsk 1973), Wydawnictwo Morskie
- Społeczeństwo nie z tej ziemi (Łódź 1979), Wydawnictwo Łódzkie

Jej utwory opublikowano także w antologii Toruń literacki (red. J. Kryszak, Poznań 1978, Wydawnictwo Poznańskie, s. 114–123).

## Ordery i odznaczenia
- Krzyż Oficerski Orderu Odrodzenia Polski (1970)[5]
- Złoty Krzyż Zasługi (13 czerwca 1930)[6]
- Medal Niepodległości (9 listopada 1931)[7]
- Srebrny Wawrzyn Akademicki (5 listopada 1935)[8]
- Odznaka 1000-lecia Państwa Polskiego[1]

## Nagrody
- Nagroda im. Filomatów za książkę Zwycięstwo Józefa Żołądzia (1935)[3][5]
- nagroda w konkursie Wydziału Kultury Wojewódzkiej Rady Narodowej w Bydgoszczy i Wydawnictwa Morskiego za powieść historyczną o Mikołaju Nałęczu z Wenecji pod Żninem pt. Człowiek, którego nazywano diabłem (1960)[5]
- Medal Jerzego Sulimy-Kamińskiego – przyznany pośmiertnie – w uznaniu zasług dla kultury regionu Pomorza i Kujaw (2017)[9]

## Upamiętnienie
Pośmiertnie została wpisana do honorowej Księgi Zasłużonych Żninian, a także jedna z ulic w Żninie została nazwana jej imieniem. W 1988 roku imię Wandy Dobaczewskiej nadano Szkole Podstawowej w Gąsawie. Powołane w 2007 roku w Żninie Stowarzyszenie Uniwersytet III Wieku otrzymało imię Wandy Dobaczewskiej. W 2017 r. ukazała się pierwsza  książka biograficzna poświęcona Wandzie Dobaczewskiej pt. Wanda Niedziałkowska-Dobaczewska. Droga do Żnina, której autorką jest żnińska bibliotekarka Barbara Filipiak, a wydawcą Miejska i Powiatowa Biblioteka Publiczna w Żninie. W 2020 r. Barbara Filipiak wydała tomik wierszy pt. Pałuckie szepty. Z przeszłości w przyszłość, w którym znalazł się też wiersz poświęcony Wandzie Dobaczewskiej w 40. rocznicę jej śmierci. Wydawcą tomiku jest Żnińskie Towarzystwo Kultury, a współwydawcą Miejska i Powiatowa Biblioteka Publiczna w Żninie. Na odsłoniętym w październiku 2020 r. muralu na zewnętrznej ścianie żnińskiej Książnicy,  jedna z książek na nim się znajdująca nawiązuje do Wandy Dobaczewskiej i jej drogi do Żnina. W ten sposób Miejska i Powiatowa Biblioteka Publiczna w Żninie nie tylko upamiętniła przypadającą w 2020 r. rocznicę śmierci wileńskiej literatki, ale również dla przyszłych pokoleń zachowuje pamięć o regionalnych twórcach.